# كريستوفر ماركوس وستيفن مكفيلي
كريستوفر ماركوس وستيفن مكفيلي هما كتاب سيناريو أمريكيان متعاونان.

## أعمالهم
- سجلات نارنيا: الأسد، الساحرة وخزانة الملابس (2005)
- سجلات نارنيا: الأمير قزوين (2008)
- سجلات نارنيا: رحلة سفينة داون تريدر (2010)
- كابتن أمريكا: المنتقم الأول (2011)
- ألم وربح (2013)
- ثور: العالم المظلم (2013)
- كابتن أمريكا: جندي الشتاء (2014)
- كابتن أمريكا: الحرب الأهلية (2016)